# Axoclinus multicinctus
Axoclinus multicinctus es una especie de pez de la familia Tripterygiidae en el orden de los Perciformes.

## Morfología
- Los machos pueden llegar alcanzar los 3 cm de longitud total.[2][3]

## Hábitat
Es un pez marino demersal de clima tropical que vive hasta los 8 m de profundidad. 

## Alimentación
Come algas y invertebrados pequeños

## Distribución geográfica
Se encuentra en el Pacífico oriental central: Islas Revillagigedo. 

## Observaciones
Es inofensivo para los humanos